# 톈진 톈하이
톈진 톈하이(중국어: 天津天海, 병음: Tiānjīn Tiānhǎi)는 중국 톈진시를 연고로 하는 축구 클럽이었다.

## 역사
- 2006년: 톈진 쑹장으로 창단됨.
- 2007년: 연고지를 내몽골 자치구 후허하오터 시로 이전함. 톈진빈하이공고(濱海控股, 빈하이지주)유한공사가 팀 스폰서를 맡으면서 팀 명칭도 후허하오터 빈하이(呼和浩特滨海)로 변경됨.
- 2008년: 연고지를 톈진 시로 재이전하면서 팀 명칭도 톈진 시 퇀보 신성(天津市团泊新城)으로 변경됨.
- 2009년: 클럽 명칭을 톈진 쑹장으로 변경함.
- 2010년: 중국 을급리그에서 남구 리그 우승을 차지함. 승격 플레이오프에서 2위를 차지하여 다롄 아얼빈과 함께 갑급 리그로 승격됨.
- 2015년: 취안젠 그룹이 구단을 인수하면서, 클럽 명칭을 톈진 취안젠으로 변경함.
- 2016년: 취안젠 그룹의 로고를 투영시킨 새로운 앰블럼을 발표함. 반데를레이 루솀부르구 감독을 선임하고, 루이스 파비아누, 자드송 등 유명 선수들과 계약했다. 6월 9일 이탈리아의 감독 파비오 칸나바로가 선임되었고, 중국 갑급리그에서 우승하여 다음 시즌 승격에 성공했다.
- 2017년: 구단 사상 첫 중국 슈퍼리그 참가 시즌이다.
- 2019년: 클럽 명칭을 톈진 톈하이로 변경함.
- 2020년: 코로나19 여파 재정난으로 리그 탈퇴 및 팀 해체를 공식화하였다.[1]

## 역대 감독
| 감독                  | 임기        |
| --------------------- | ----------- |
| 반데를레이 루솀부르구 | 2016        |
| 파비오 칸나바로       | 2016 ~ 2017 |
| 파울루 소자           | 2017 ~ 2018 |